# Alpina confluens
Alpina confluens là một loài bướm đêm trong họ Geometridae.